# Саравакская питта
Саравакская питта (лат. Erythropitta ussheri) — вид воробьиных птиц из семейства питтовых (Pittidae). Эндемик Калимантана.

## Таксономия
Саравакская питта ранее считалась подвидом гранатовой питты, но был выделен из-за морфологических и вокальных различий, а также очевидной парапатрии. Отсутствие доказательств гибридизации показывает, что гранатовая и саравакская питты являются аллопатрическими видами.

## Внешний вид и строение
Длина тела до 13—15,5 см, вес 50—64 г. Взрослая питта имеет чёрные голову и грудь, контрастирующие с малиновым животом и бледно-голубыми, узкими полосками, простирающимися от глаз. Верхние части тёмно-фиолетового цвета с радужным лазурным пятном на изгибе крыла. Кончик клюва от ярко-красного до оранжевого. Птенцы жёлтые с красновато-коричневыми цветом внутренней части клюва и его кончика. Молодые особи равномерно тёмно-коричневые до тех пор, пока не начнут приобретать взрослое оперение.

## Поведение

### Размножение
Сезон размножения длится с начала февраля до конца июля, самого засушливого времени года. Гнездо было описано как куполообразное, построенное на илистой отмели на куче грубых палочек и коры, с чашей из тонких корней и листьев и крышей из листьев. В кладке два яйца; они белые с пятнами тёмно-красного и чёрного цвета.

### Питание
Саравакская питта потребляет множество мелких животных, преимущественно беспозвоночных. Её диета включает пауков, муравьев, тараканов, жуков и улиток.

### Голос
Крик саравакской питты похож на крик гранатовой питты. Это тихий свист длящийся до четырёх секунд, возрастающий как по мощности, так и по высоте звука. Он отличается тем, что останавливается менее резко и слегка колеблется в середине крика.

## Распространение и места обитания
Саравакская питта известна только из малайзийского штата Сабах на севере острова Калимантана, где она населяет низинные тропические леса от нуля до 300 м над уровнем моря, выше этого уровня замещаясь красноголовой питтой. Вид предпочитает тенистые и влажные места, особенно овраги под плотным лесным пологом. В природной среде обитания, в том числе в девственных лесах заповедника Danum Valley Conservation Area, зарегистрирована плотность населения 21—22 пар на квадратный километр. Вид также можно найти в областях, которые были подвержена выборочной рубке, а также на заброшенных плантациях гевеи бразильской и альбиции.

## Статус и сохранение
Вероятно, на саравакскую питту повлияло быстрое и устойчивое обезлесение, которое случилось на севере Борнео. Несмотря на способность вида сохраняться в некоторых нарушенных человеком средах обитания, считается, что его численность снижается с умеренной быстротой и поэтому в Красной книге МСОП он обозначен как вид, близкий к уязвимому положению.